# White Birds Productions
White Birds Productions este o companie franceză dezvoltatoare de jocuri video. White Birds Productions a fost fondată de Benoît Sokal, Olivier Fontenay, Jean-Philippe Messian și Michel Bams în august, 2003. White Birds Productions este specializată în crearea de jocuri de aventuri.
Cei patru fondatori au luctat înainte la altă companie de jocuri francază, Microïds, producând Amerzone, Syberia și Syberia II.

## Jocuri
Jocurile produse de White Birds Productions sunt în general pentru calculator, dar ei, de asemenea, creează și pentru alte console, cum ar fi Nintendo DS.
- Paradise (PC) (2006)
- Sinking Island (PC) (2007)
- Emma at the Farm (Nintendo DS) (2007)
- Emma at the Mountain (Nintendo DS) (2008)
- Nikopol (PC) (10 septembrie 2008)
- Aquarica (PC) (planificat)
- Broadway (PC) (planificat)
- Last King of Africa (Adaptare la Nintendo DS a jocului PC Paradise) (2008)